# Yves Renouil
Yves Renouil, né le 19 janvier 1911 à Blaye et mort le 11 février 1995 au Bouscat, est un œnologue français.
Il est l'auteur de publications sur le vin et principalement connu pour son Dictionnaire du vin édité pour la première fois en 1962.
Ses travaux s'intéressent aux méthodes de vinification et à la chimie du vin.

## Œuvres
- Dictionnaire du Vin, Bordeaux, Féret et Fils, 1962 (lire en ligne).
- Dictionnaire du vin, éditions Sesame, 1988.